# Babylon (álbum de W.A.S.P.)
| Críticas profissionais | Críticas profissionais |
| Avaliações da crítica  | Avaliações da crítica  |
| Fonte                  | Avaliação              |
| ---------------------- | ---------------------- |
| Allmusic               | [ 1 ]                  |
| Fangoria               | [ 2 ]                  |
| Sleaze Roxx            | [ 3 ]                  |

Babylon é o décimo quarto álbum da banda americana de heavy metal W.A.S.P., lançado em 9 de Outubro de 2009. O álbum é baseado nas visões bíblicas dos "Quatro Cavaleiros do Apocalipse". O álbum contém covers de "Burn" do Deep Purple  (originalmente gravada para o álbum anterior do W.A.S.P Dominator, mas não foi usada por razões desconhecidas) e "Promised Land" de Chuck Berry. "Promised Land" também foi regravada em  1973 por Elvis Presley,  e era a versão de Elvis que a banda tinha em mente como demonstrado pelo comentário final "How about one of them peanut butter & banana sandwiches."

## Faixas
| N.º | Título                                 | Letras          | Música                                            | Duração |  |
| 1.  | "Crazy"                                | Blackie Lawless | Lawless                                           | 5:10    |  |
| 2.  | "Live to Die Another Day"              | Lawless         | Lawless                                           | 4:41    |  |
| 3.  | "Babylon's Burning"                    | Lawless         | Lawless                                           | 5:00    |  |
| 4.  | "Burn" (cover de Deep Purple)          | David Coverdale | Ritchie Blackmore, Jon Lord, Coverdale, Ian Paice | 4:50    |  |
| 5.  | "Into the Fire"                        | Lawless         | Lawless                                           | 5:54    |  |
| 6.  | "Thunder Red"                          | Lawless         | Lawless                                           | 4:20    |  |
| 7.  | "Seas of Fire"                         | Lawless         | Lawless                                           | 4:34    |  |
| 8.  | "Godless Run"                          | Lawless         | Lawless                                           | 5:43    |  |
| 9.  | "Promised Land" (cover de Chuck Berry) | Chuck Berry     | Berry                                             | 3:13    |  |

## Formação
- Blackie Lawless – vocal principal, guitarra solo e base, teclado
- Doug Blair – guitarra solo e base
- Mike Duda – baixo, vocais
- Mike Dupke – bateria

## Performance nas paradas
| País        | Topo |
| ----------- | ---- |
| Finlândia   | 31   |
| Suécia      | 24   |
| Suíça       | 54   |
| Reino Unido | 15   |

Nota: A posição na parada inglesa foi gravado nas tabelas UK Independent releases chart, não no mainstream albums chart.